# Micromeria tenuis
Micromeria tenuis là một loài thực vật có hoa trong họ Hoa môi. Loài này được (Link) Webb & Berthel. mô tả khoa học đầu tiên năm 1845.